# Partie polityczne Seszeli
Partie polityczne Seszeli – ugrupowania polityczne funkcjonujące w seszelskim systemie politycznym.
Obecnie na wyspach działają trzy główne partie polityczne:
- Partia Ludowa (ang.: People’s Party), dawniej: Ludowy Front Postępowy Seszeli (ang.: Seychelles People’s Progressive Front, SPPF) – partia socjalistyczna.
- Narodowa Partia Seszeli (ang.: Seychelles National Party, SNP) – partia liberalna
- Partia Demokratyczna Seszeli (ang.:Seychelles Democratic Party, SDP) – partia konserwatywna

W wyborach parlamentarnych w 2011 Partia Ludowa zdobyła wszystkie 31 miejsc w Zgromadzenie Narodowym.